# ウエンツ瑛士×甲斐翔真の妄想ミュージカル研究所
『ウエンツ瑛士×甲斐翔真の妄想ミュージカル研究所』（ウエンツえいじとかいしょうまのもうそうミュージカルけんきゅうじょ）は、NHK-FMで毎月最終日曜日22:40 - 23:30（日本標準時）に放送されているミュージカルに特化した音楽トーク番組である。2024年3月24日、5月4日、9月16日、9月23日にパイロット版が放送された後、2024年10月28日から定時放送となった。略称は「妄想ミュー研」（もうそうミューけん）。
通し番号は公式サイトにて、パイロット版から通しで「vol.○」と記載されているため、以下の記載もそれに準ずる。定時放送化1回目は「vol.5」となる。

## 概要
「ミュージカル界をアツくしているゲストを招き、喋って、歌って、妄想する」がコンセプトの、ミュージカルについての話題に特化したトーク番組。MCのふたりやゲストと生演奏のコラボレーションによるミュージカル・ナンバーが聴けることも大きな特徴のひとつである。
通常同時間帯では「古家正亨のPOP★A」（2024年後期の時間帯では「マイ・フェイバリット・アルバム」）が放送されており、毎月最終週のみに編成されている月1回のレギュラー番組である。
また、特別編成にて、「妄想ミュージカル研究所LIVE'25」と称した95分の生放送特番が2025年5月4日に放送された。

## 出演者

### パーソナリティ
- ウエンツ瑛士
- 甲斐翔真

## コーナー
番組開始当初より基本的に流れは同じである。ただしvol.1ではゲストが2組いたためゲストごとにトークが行われた。またvol.2では、「ゲストのトークを聴きすぎたため」一部のコーナーが休止されたり、他にも「ファースト・ミュージカルで挙げられた作品の音源がなく曲が流せない」等の理由で一部コーナーの順番変更や休止がある回もある。

### 現在のコーナー
オープニング
導入になるトークと、ゲストの紹介。なおvol.1でのウエンツの提案により、この際にゲストは「自分の長所の紹介を交えた自己紹介」を自ら行うことになっている。
ファースト・ミュージカル
ゲストがどのようにしてミュージカル界に誘われたのか、幼少期や初めて触れたミュージカル等について掘り下げる。
フリートーク
次のコーナーまでの間にフリートークが入る（コーナー名はついていない）。基本的にはミュージカルにまつわる話題である。
ミュージカル・ジャーニー・トゥ・ザ・パスト
「ミュージカル研究所の若き研究員である甲斐が、タイムワープしながらミュージカルの歴史を巡る」という設定で繰り広げられる「妄想ドラマ（ラジオドラマ）」。ウエンツは研究所の所長が主な役だが、基本的に甲斐が「甲斐研究員」としてタイムワープしその先で様々な人物と出会う流れであるため、ウエンツはタイムワープ先で出会う人物を演じることも多い。またその回のゲストが俳優である場合は、その回のキーパーソンをゲストが演じることがほとんどである。
僕らの妄想ミュージカル
ゲストが俳優の場合はこれから（ミュージカルにまつわるものが主だが、それに限らず）やってみたいことを、ゲストがクリエーターの場合はMCの二人とやってみたいミュージカルについて語ってもらう。大抵は、このコーナーのあとそのままエンディングとなる。

## 歌唱等
毎回MCとゲスト（俳優の場合）が生演奏とともにミュージカル・ナンバーを披露する。曲数はその回によってまちまちで、ゲストが俳優の場合はゲストのソロ曲およびゲストとMCが一緒に歌う曲があることは決まっているものの、MCのどちらかとのデュエットとのことも3人でのトリオ歌唱のこともある。ゲストがクリエイターの場合は、関連曲をMCの2人が歌う。なお過去には放送当時公演中だったミュージカルの出演者が歌の披露だけで出演したこともあった。

演奏者も毎回変わるが、名称は「妄想ミュー研バンド」で統一されている。

ラジオ内で流れる曲は必ずしも生演奏のものだけではなく、音源からの曲も放送される。（ファースト・ミュージカルで語ったミュージカルの曲や、ラジオドラマのその回のキーになる曲など、基本的にはトークからの流れで選曲されている。）

## 放送日時
ともにNHK-FMにて放送。

### 現在の放送時間
- 本放送：毎月最終日曜日 22:40 - 23:30（定期再放送無し）
  - 年末年始等、編成が通常と変更される月は放送日時が変更される場合がある。

### 過去の放送時間
2024年10月～2025年3月
本放送：毎月最終月曜日 22:30 - 23:20
再放送：毎月（本放送の次月）初週月曜日 18:00 - 18:50

### 特別編成
妄想ミュージカル研究所LIVE'25
2025年5月4日（日曜・祝日）19:25 - 21:00　※生放送

## ゲスト
公式サイトの記載に基づく。ただし、サイトに記載がない情報は、Xアカウント（NHK Classic（@nhk_classical））を参考に補完している。なお、回によっては「歌唱のみのゲスト」や「飛び込み参加のゲスト」が存在するが、あくまでも「正式なゲスト」として扱われた人物のみ記載する。

### 通常編成
| 通し番号     | 初回放送日     | ゲスト                   | 職業               |
| パイロット版 | パイロット版   | パイロット版             | パイロット版       |
| ------------ | -------------- | ------------------------ | ------------------ |
| vol.1        | 2024年3月24日  | 海宝直人、田村芽実       | 俳優               |
| vol.1        | 2024年3月24日  | 藤田俊太郎               | 演出家             |
| vol.2        | 2024年5月4日   | マシュー・モリソン       | 俳優               |
| vol.3        | 2024年9月16日  | 濱田めぐみ               | 俳優               |
| vol.4        | 2024年9月23日  | 高橋亜子                 | 脚本・作詞・訳詞家 |
| 定時放送     |                |                          |                    |
| vol.5        | 2024年10月28日 | 尾上松也                 | 歌舞伎俳優         |
| vol.6        | 2024年11月25日 | 昆夏美                   | 俳優               |
| vol.7        | 2024年12月23日 | 富貴晴美                 | 作曲家・ピアニスト |
| vol.8        | 2025年1月27日  | 大竹しのぶ               | 俳優               |
| vol.9        | 2025年2月24日  | 古田新太                 | 俳優               |
| vol.10       | 2025年3月24日  | 渡辺謙                   | 俳優               |
| vol.11       | 2025年4月27日  | ドリアン・ロロブリジーダ | ドラァグクイーン   |
| vol.12       | 2025年5月25日  | 真瀬はるか               | 俳優               |
| vol.13       | 2025年6月29日  | 有澤樟太郎               | 俳優               |
| vol.14       | 2025年7月27日  | 屋比久知奈               | 俳優               |
| vol.15       | 2025年8月31日  | 松下優也                 | アーティスト・俳優 |

### 特別編成
| タイトル                      | 初回放送日   | ゲスト             | 職業 |
| ----------------------------- | ------------ | ------------------ | ---- |
| 妄想ミュージカル研究所LIVE'25 | 2025年5月4日 | 木下晴香、三浦宏規 | 俳優 |